# تريبونيان

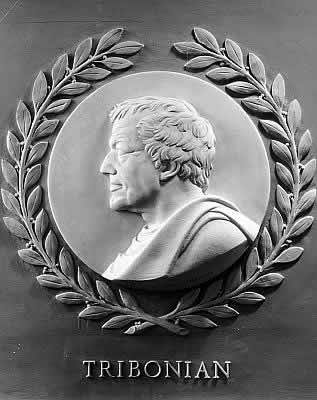
اللوحة البارزة لتريبونيان في مجلس النواب الأمريكي في مبنى الكابيتول بالولايات المتحدة.

تريبونيان (يوناني: Τριβωνιανός ، حوالي 485 - 542) كان قاضياً ومستشارًا بيزنطيًا بارزًا، وكان يشرف خلال عهد الإمبراطور جستنيان الأول على مراجعة القانون القانوني للإمبراطورية البيزنطية.
وُلد تريبونيان في سايد في بامفيليا حوالي عام 500. كان تعليما جيدا ومارس القانون أمام محكمة المحافظ.
في عام 528 قبل تعيينه مقيمًا وتم تسمية تريبيون من قبل جستنيان كواحد من المفوضين المكلفين بإعداد القانون القانوني الإمبراطوري الجديد، كودكس جستنيانوس الذي صدر لاحقًا في 7 أبريل 529. وفي عام 530 بعد أن أصبح تريبيون باحثًا رئيسيًا، كان من الطبيعي لجاستنيان أن يكلّفه بمشروع إصلاح القانون الرئيسي التالي: تجميع ومواءمة كتابات الفقهاء الرومانيين الكلاسيكيين. 
تتمثل أهم أهداف جستنيان في إنشاء هذا التجميع المنسق للكتابات القانونية في تقصير الدعاوى (بتوضيح القانون)، وإنشاء منهج لاستخدامه في كليات الحقوق في بيروت (بيريتوس) والقسطنطينية،  وخلال نفس الفترة تم تكليف تريبيون أيضًا بتنفيذ جانب آخر من إصلاحات Justinian في التعليم القانوني والتدوين - إنشاء كتاب مدرسي لطلاب الحقوق في السنة الأولى من خلال تحديث معاهد Gaius. 
تم إصدار كل من دايجست ومعاهد جستنيان الجديدة في ديسمبر من عام 533. وفي عام 534 قرر جستنيان أنه قد تم إقرار الكثير من القوانين الجديدة وتنسيق الكثير من القوانين القديمة ومنذ إصدار أول مدونة له في عام 529 كانت هناك حاجة إلى إصدار ثاني وبالتالي تم نشرنسخة الدستور الغذائي المكررة ، التي حلت محل الإصدار 529، الذي فقد نصه.
في 532 أقيل تريبيون من منصبه كقائد بعد اتهامات وجهها له أعدائه خلال أعمال شغب نيكا لكنه واصل العمل على التدوين،  وتمت اعادته لمنصبه كقائد في 535 واستمر في هذا المنصب حتى وفاته،  واصل تريبيون المساعدة في صياغة قوانين جديدة لجستنيان، وتم دمج هذه القوانين الجديدة دساتير Novellae لاحقًا مع الدستور الغذائي Justinianus و Digest والمعاهد التي تضم قانون جستنيان. 
توفي تريبونيان في 542 بعد معاناة مع مرض يعتقد بأنه الطاعون،  وتلخص سيرة حياته الحديثة الشهيرة توني هونوريه بهذه الطريقة: "... كان وزيراً لجستنيان للتشريع والدعاية منذ ما يقرب من اثني عشر عاماً. 
في هذه السنوات تم إنتاج المجلدات الثلاثة لمؤسسةقانون جستنيان ومعظم التشريعات الباقية في عهد جستنيان، وقام بصياغة حوالي ثلاثة أرباع الدساتير الباقية من عهد جستنيان، وقام بتخطيط وإخراج عمل لجنة القانون الثانية التي أنتجت الخلاصة والمعاهد والثانية «هيئة الدستور الغذائي».